# Иване-Пустенская сельская община
Иване-Пустенская сельская община (укр. Іване-Пустенська сільська громада) — территориальная община в Чортковском районе Тернопольской области Украины.
Административный центр — село Иване-Пусте.
Население составляет 4680 человек. Площадь — 80,2 км².
В соответствии с распоряжением Кабинета Министров Украины от 12 июня 2020 года, в состав общины вошла территория Гермаковского, Залесского, Иване-Пустенского и Пилипченского сельских советов упразднённого Борщёвского района.

## Населённые пункты
В состав общины входит 4 села:
- Иване-Пусте
- Гермаковский старостинский округ:
  - Гермаковка
- Залесский старостинский округ:
  - Залесье
- Пилипченский старостинский округ:
  - Пилипче